# ابن عجیم فارسی
ابن عجیم فارسی  از پزشکان و منجمین مشهور اوایل قرن پنجم هجری و معاصر سلاطین آل بویه بود. صاحب کتاب مطرح الانظار در شرح او می نویسد در علم نجوم و منطق و فلسفه ید طولائی داشته و مولد و منشاء او استان فارس و در زمان آل بویه در آن ملک مشهور و در فن و صنعت نجوم محل رجوع خلایق بوده و سلاطین آل بویه نیز به آن طبیب احترام تمام داشته‌اند. ابن عجیم در نجوم به اندازه‌ای شهرت داشت که دانشمند نام‌آوری چون ابوریحان بیرونی عقاید وی را در رفع اشکالات چندی که در نجوم داشته‌است، از او خواستار شد و این دانشمند در پاسخ سئوالات بیرونی رساله‌ای نوشت. ابن قفطی وفات ابن عجیم را مقارن سال فوت ابن سینا به سال ۴۳۳ هجری قمری در فارس دانسته‌است. کتاب‌های او نقل احوال حکمای قبل از اسلام در کرویت و حرکت زمین و جواب سئوالات ابوریحان بیرونی در افلاک و تحقیق ثوابت و سیارات هستند.
‌